# 幽靈入球
幽靈入球，又稱鬼影入球，是足球的一種問題入球，即是球在未過門線卻最終被判入球的情況，反之亦然，即球已過門線卻被判入球無效。隨著門線技術於2012年的落實並引用於世界盃及英超聯等大型賽事，幽靈入球在大型賽事中逐漸減少，但由於門線技術花費高昂，一些較小型的聯賽及世界盃外圍賽尚未全面引進，幽靈入球仍不時在這些比賽中出現。

## 經典例子
- 1966年世界盃足球賽決賽，由英格蘭對西德，法定時間雙方打成2-2平手，進入加時賽。加時上半場，英格蘭前鋒哥富·靴斯一記射門中楣底彈落門線上再彈出，皮球疑似未完全越過門線，但球證詢問旁證後判定入球有效，英格蘭以3-2領先西德，最後哥富·靴斯在加時下半場再入一球，英格蘭以4-2奠勝，奪得世界盃冠軍。決賽29年之後(1995年)，專家利用電腦技術分析， 證實該球只是剛好踫到門線，但皮球未整個越過門線，故當時球證判入球是誤判。[1]
- 2004/05賽季歐洲聯賽冠軍盃準決賽利物浦對車路士，利物浦路爾斯·加西亞的射門，被在護空門的車路士後衛威廉·加拉斯在門線前將球踢走，但球證卻認為皮球已整個越過門線，判入球成立，利物浦亦憑此球以1-0擊敗車路士，進入決賽。
- 2004–05賽季英格蘭超級聯賽，曼聯對熱刺，熱刺的柏度·文迪斯於完場前一分鐘在中線附近大腳笠射，曼聯守門員萊·卡路爾接球甩手，皮球滾向球門，並明顯越過門線的情況下，才被卡路爾回身撈回場內，但球證竟未判入球，結果這場比賽雙方打成0-0平手。[2] 有指此個幽靈球是國際足協推行門線技術的最早觸發點。
- 2010年世界盃足球賽十六強賽，英格蘭對德國，上半場末段英格蘭落後1-2時，英格蘭的法蘭克·林柏特在禁區外遠射，皮球中楣底彈地時，明顯整個越過門線，卻未被視為入球，令英格蘭錯失扳平機會，最後該仗英格蘭慘敗1-4。由於在44年前的1966年世界盃決賽，英格蘭曾因疑似幽靈球擊敗西德奪得世界盃冠軍，故媒體形容此次幽靈球為「還債」。
- 2011/12球季英格蘭足總盃四強，車路士對熱刺，桑·馬達未過白界的入球被判成立[3]。
- 2012球季中超联赛北京国安对上海申鑫，第51分钟，北京国安球员徐云龙头槌攻门，球在门线上被挡出，但球證宣布入球有效。北京国安憑藉此球以1:0戰勝對手。[4]
- 2013/14球季德國甲組聯賽賀芬咸對利華古遜，下半場當利華古遜領先1-0時，利華古遜球員史提芬·傑斯寧一記頭球攻門斜出打中網側，但因球門網穿了一小洞，已出底線的皮球由球門網小洞溜入球門，球證卻判入球成立。利華古遜也憑此「幽靈球」以2-1擊敗賀芬咸。[5]。
- 2018年世界盃中北美洲和加勒比海區外圍賽，巴拿馬主場對哥斯達黎加的比賽，下半場8分鐘巴拿馬以0-1落後時，他們開出角球後攻守雙方在哥斯達黎加球門前混戰，混亂中皮球在門線附近徘徊，最後被哥斯達黎加守衛在門線附近將皮球踢出底線，但隨後球證判巴拿馬進了球。然而根據多個角度的慢鏡頭顯示，皮球當時根本沒有整體越過門線，這是一粒不折不扣的「幽靈球」。巴拿馬因此追成1-1平手，更在比賽末段攻入多一球反敗為勝。這場勝仗成功令巴拿馬歷史性首次晉身世界杯決賽周，亦令美國在外圍賽出局。[6]
- 2019/20年度英格蘭超級足球聯賽阿士東維拉對錫菲聯，上半場41分鐘，錫菲聯在禁區外獲得罰球機會，諾活特直接斬入禁區，維拉門將尼蘭特判斷皮球落點失誤，度步向後將皮球一抱入懷，失重心下被回防的隊友基蘭戴維斯撞倒，連人帶球躺在網內。當時肉眼所見皮球明顯已越過門線，而錫菲聯球員慶祝入球時，球證奧利華在「入球」後指向手錶，示意門線技術顯示皮球未過白界，而電視直播訊號亦無播出門線技術的鏡頭，以核實皮球是否已過白界，結果球證示意皮球未入網，比賽繼續進行。最終這比賽雙方以0-0打成平手。[7] 這是英超引入門線技術和視像助理裁判系統後，首次出現嚴重「幽靈球」事件。而維拉最終亦憑這場比賽拿到寶貴的一分僥倖護級成功。
- 2024赛季中甲联赛第14轮，大连英博主场对阵云南玉昆，本场比赛被认为是本赛季中甲冲超的“天王山之战”，故中国足协特别派出了由马宁领衔的裁判组执法本场比赛。但比赛第48分钟，朱鹏宇在罚球区外的一脚远射为大连队扳平比分，转播镜头显示球已整体越过门线，但由于马宁（在罚球区弧附近）和助理裁判员（在与罚球区线附近的越位线平行的位置）在当时的位置均不能准确分辨球是否整体越线，故马宁只能决定比赛继续进行，进球无法被判定为有效。赛后，中国足协通过例行的评议工作承认了此次漏判进球，同时指出本粒进球若要做出准确的判断是难度极大，这个形容得到了裁判行业的一致认同，但部分球迷仍认为这是中国足协袒护马宁甚至全体裁判员的托词。